# Алексеев, Пётр Петрович (хирург)
Пётр Петрович Алексеев (1916 ― 2007) ― советский учёный, хирург, доктор медицинских наук, профессор Смоленского государственного медицинского института.

## Биография
Пётр Петрович Алексеев родился 16 июня 1916 года в деревне Александрово (ныне — Старицкий район Тверской области). Трудовую деятельность начал в шестнадцатилетнем возрасте в качестве слесаря на одном из ленинградских предприятий. Без отрыва от производства окончил школу фабрично-заводского ученичества и рабфак. Впоследствии поступил в Ленинградский государственный медицинский институт. Великую Отечественную войну встретил студентом третьего курса.
С началом войны Алексеев был призван на службу в Рабоче-Крестьянскую Красную Армию. Служил врачом-хирургом в сначала в госпитале, затем в медико-санитарном батальоне 63-й гвардейской стрелковой дивизии. В 1947 году окончил Военно-медицинскую академию имени С. М. Кирова, после чего служил в различных военно-медицинских частях на Дальнем Востоке. В 1951 году вернулся в Ленинград, работал в клинике общей хирургии Военно-медицинской академии. Здесь он защитил сначала кандидатскую, а затем докторскую диссертации. Был уволен в запас в звании подполковника медицинской службы, после чего переехал в город Калинин, некоторое время проработал в Калининском государственном медицинском институте.
В 1962 году Алексеев перешёл на работу в Смоленский государственный медицинский институт, где был избран заведующим кафедрой факультетской хирургии. Руководил ей вплоть до 1984 года. Активно занимался научной деятельностью, опубликовал в общей сложности 245 научных работ, в том числе 3 монографии и 2 практических руководства для студентов медицинских вузов. Руководил защитой 18 кандидатских диссертаций. При его непосредственном участии здесь одними из первых во всём Советском Союзе были созданы специализированные службы сосудистой хирургии — центр реанимации отравлений и сердечно-сосудистый хирургический центр. Был членом редакционного совета журнала «Вестник хирургии», членом правления Всероссийского общества хирургов, Почётным членом Ленинградского хирургического общества имени Н. И. Пирогова.
Скончался 7 мая 2007 года, похоронен на Брилёвском кладбище Смоленска.
Был награждён орденом Отечественной войны 2-й степени, двумя орденами Красной Звезды, рядом медалей.

## Избранная библиография
- Алексеев П. П. О болезнях периферических сосудов. — Смоленск: [б. и.], 1972.
- Алексеев П. П. Общие вопросы клиники нарушений микроциркуляций: (Учеб.-метод. пособие) / Смол. мед. ин-т. — Смоленск : [б. и.], 1978.
- Алексеев П. П. Патология магистрального кровообращения и микроциркуляции: Сб. науч. тр. — Смоленск : Б. и., 1979.
- Алексеев П. П. Методы диагностики болезней вен и артерио-венозных анастомозов конечностей: (Пособие для студентов); Смол. гос. мед. ин-т. — Смоленск : [б. и.], 1969.